# Skarsbrotet Glacier
Skarsbrotet Glacier är en glaciär i Antarktis. Den ligger i Östantarktis. Norge gör anspråk på området. Skarsbrotet Glacier ligger 2 040 meter över havet.
Terrängen runt Skarsbrotet Glacier är huvudsakligen kuperad, men norrut är den bergig. Trakten är obefolkad. Det finns inga samhällen i närheten. 